# Oblast de Sakhaline
Pour les articles homonymes, voir Sakhaline (homonymie).
L'oblast de Sakhaline (en russe : Сахали́нская о́бласт, Sakhalinskaïa oblast, [səxɐˈlʲinskəjə ˈobləsʲtʲ], en japonais : サハリン州, Saharin-shū) est un sujet en Extrême-Orient de la fédération de Russie, dont la capitale est la ville de Ioujno-Sakhalinsk. La région existe dans sa forme actuelle depuis le 2 janvier 1947, peu après que la préfecture de Karafuto a été intégrée à l'URSS. La seule langue officielle de l'oblast est le russe, même si la région était traditionnellement habitée par les Aïnous. Rosstat attribue à la région le code 64, et son code d'immatriculation est le 65. La région, située dans le district fédéral extrême-oriental, est composée de deux parties distinctes ; l'Île de Sakhaline d'un côté et l'archipel des îles Kouriles d'autre part.
L'oblast de Sakhaline est entièrement insulaire, et il est bordé par différentes mers. Au sud-est des îles Kouriles par l'océan Pacifique, au nord-est par le premier détroit des Kouriles qui sépare l'oblast du kraï du Kamtchatka. Au nord de ces îles on retrouve la mer d'Okhotsk, qui borde aussi l'île de Sakhaline sur sa côte orientale et septentrionale. À l'ouest de l'île se situe le détroit de Tatarie, qui la sépare du kraï de Khabarovsk et de celui du Primorié. Au sud-ouest l'île est baignée par la mer du Japon et enfin au sud de la grande île se trouve le détroit de La Pérouse, qui la sépare de l'île nippone d'Hokkaidō. Les paysages de la région sont variés, même si les littoraux ne sont jamais très loin. L'île a connu une histoire mouvementé au cours du siècle dernier, qui fut l'objet d'une invasion à la fin de la seconde guerre mondiale par l'URSS pour récupérer le territoire. D'ailleurs, le Japon revendique toujours plusieurs îles de l'archipel des Kouriles, mais la Russie et donc l'oblast les contrôlent.
En 2022, la population de la région s'élevait à 466 009 habitants, en baisse constante depuis la dislocation de l'Union soviétique, à cause de ses soldes naturel et migratoire négatifs. Depuis 1991, le territoire a perdu près de 35% de sa population, et près d'un tiers de sa population actuelle vit dans l'aire urbaine de Ioujno-Sakhalinsk. L'activité économique de l'oblast est principalement dirigée sur l'énergie, et l'État souhaite d'ailleurs développer ce secteur aux travers de nouveaux champs gaziers et pétroliers. En 2021, le PIB de la région s'est élevé à 1 182,1 milliards de roubles, ce qui en fait l'une des régions les plus riches au regard du PIB/habitant. Contrairement à d'autres régions extrême-oriental, le tourisme est très peu développé, en raison du manque d'infrastructures liées à l'accueil et au transport, même si la région compte deux zapovedniks, celles de Kourilski et celle de Poronaïski.

## Géographie

### Situation

Carte de Sakhaline.

S'étendant sur une superficie de 87 101 km2, l'oblast de Sakhaline est le second plus petit sujet russe de l'Extrême-Orient, seulement devant l'oblast autonome juif. Sa superficie est comparable à l'Autriche ou encore à l'Azerbaïdjan. Il est limitrophe du kraï du Kamtchatka au nord-est, du kraï de Khabarovsk et du Primorié à l'est, ainsi que du Japon (Hokkaidō) au sud. L'oblast de Sakhaline est le seul sujet russe à être entièrement insulaire, et il est composé de 87 îles, pour la majeure partie de l'île de Sakhaline, mais aussi d'autres îles dont en grande majorité celles des Kouriles.
L'île de Sakhaline, d'une superficie de 78 000 km2, est l'une des plus grandes de Russie. L'île est diverse, avec à la fois des montagnes, des plaines et des zones marécageuses. Le plus haut sommet de l'oblast est le volcan Alaïd dans les îles Kouriles, avec une altitude de 2285 mètres.

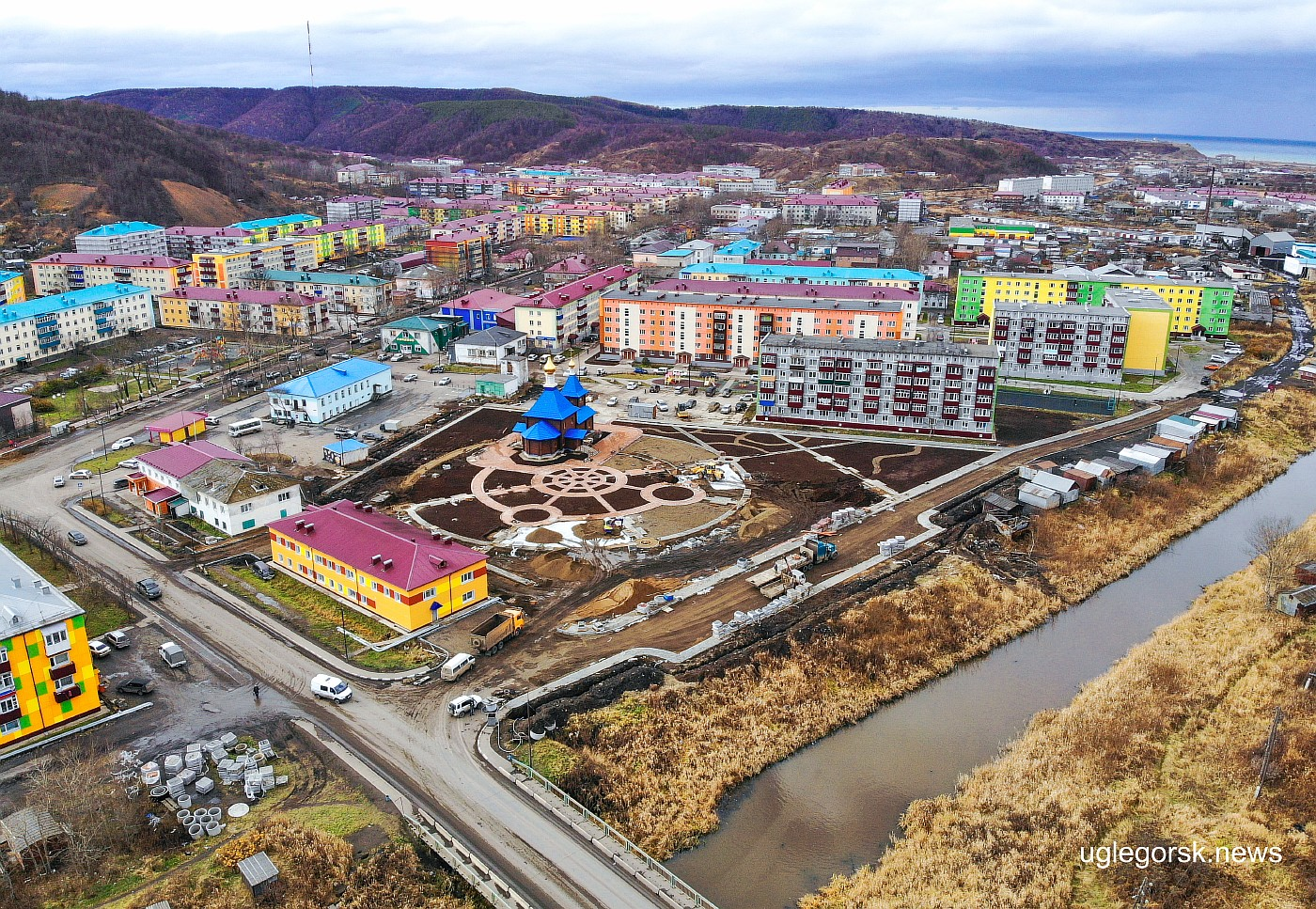
Centre-ville d'Ouglegorsk.
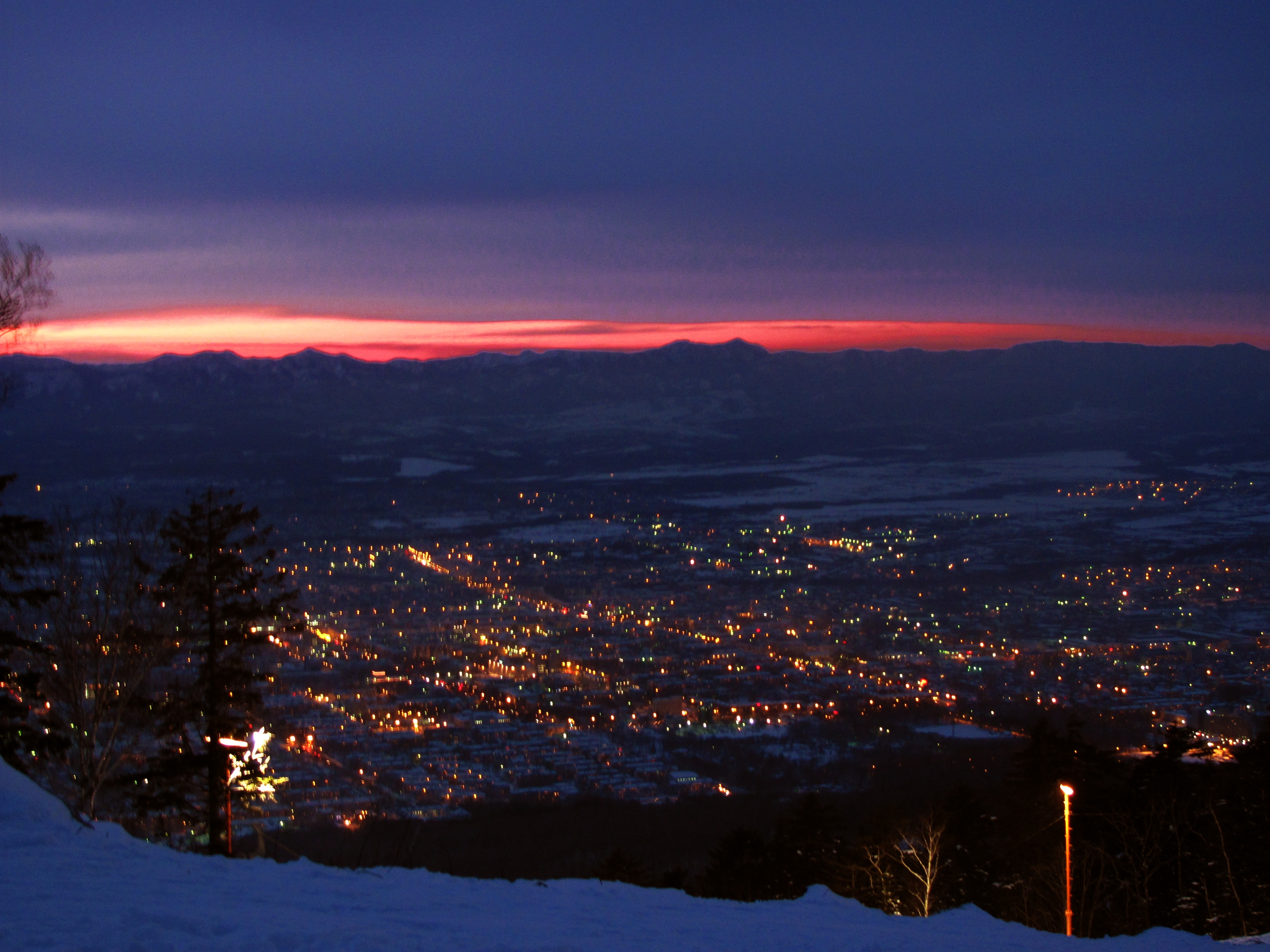
Ioujno-Sakhalinsk de nuit.
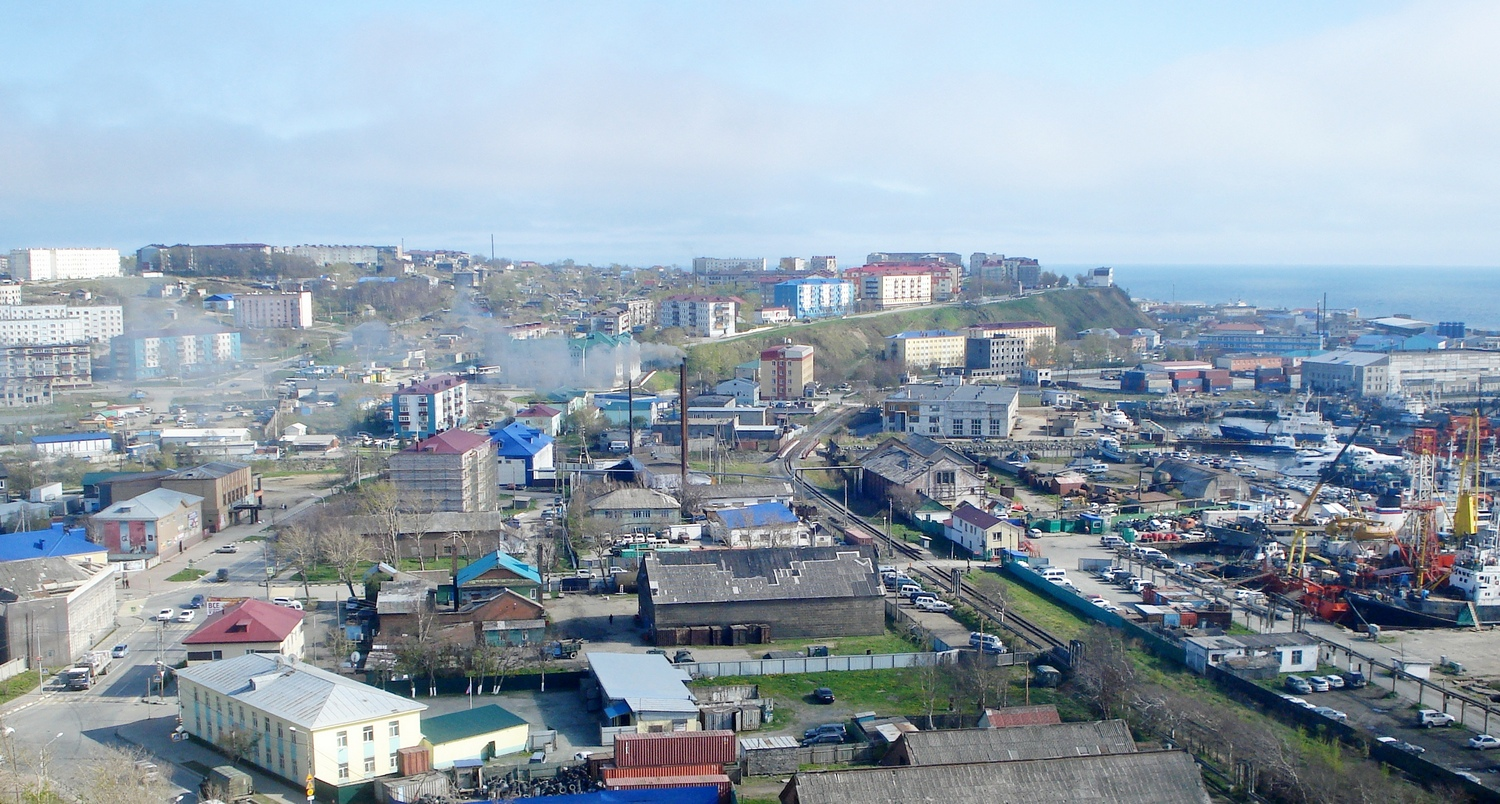
Korsakov et son port.
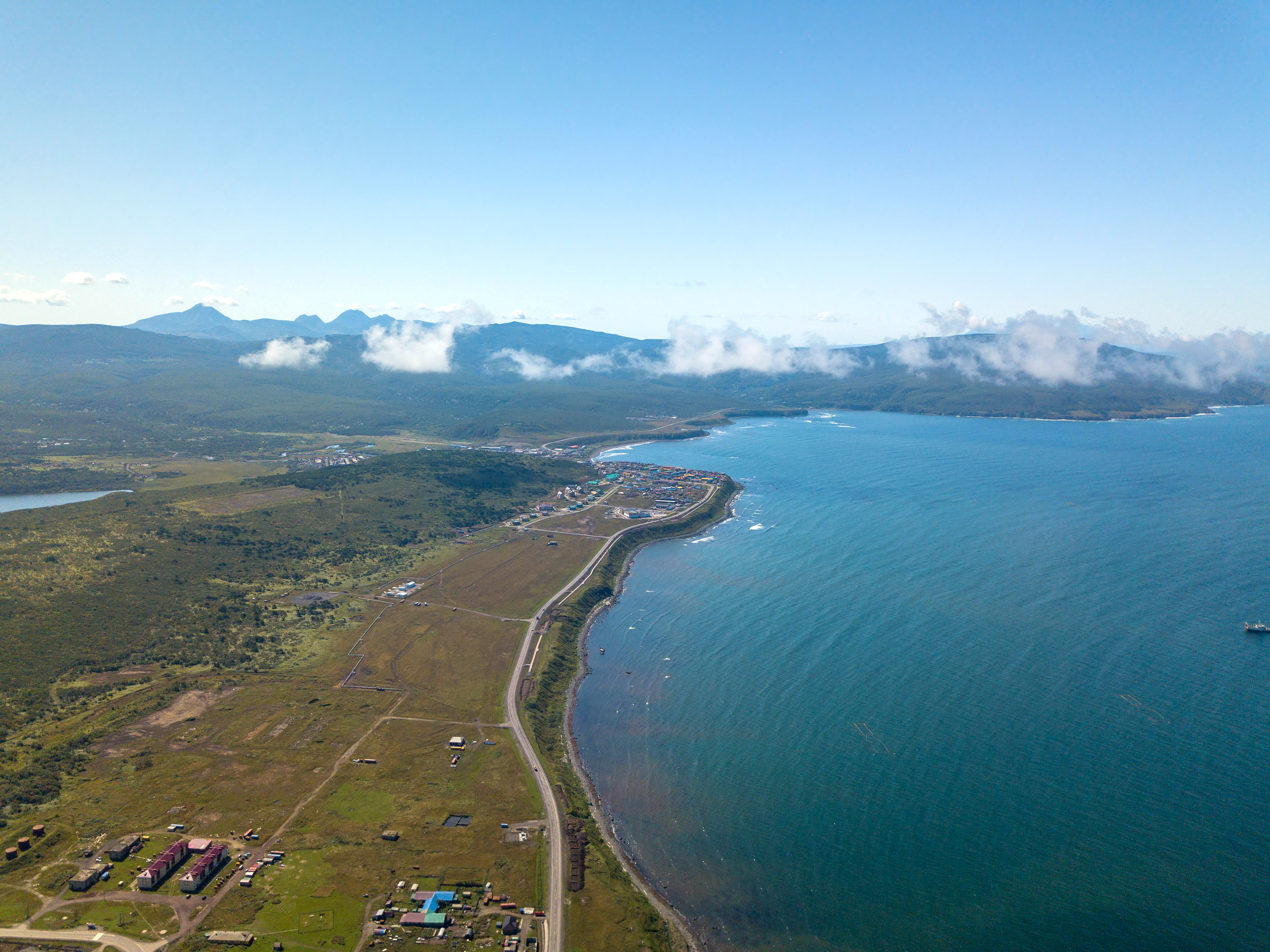
Vue aérienne de Kourilsk.

### Topographie
La topographe de l'île de Sakhaline est caractérisée par des montagnes de moyenne et haute altitude d'une part, avec le point culminant à 1 609 m d'altitude. Les parties montagneuses sont au sud et dans la partie centrale de l'île. Au contraire, les collines et plaines basses se situent surtout dans le nord de l'île, à l'exception de la péninsule Schmidt. Concernant les îles Kouriles, il y a environ 160 volcans, dont 40 qui sont actifs. C'est ici que se trouve le point culminant de l'oblast, avec le volcan Alaïd sur l'île Atlassov, avec une altitude de 2 285 mètres.
Les îles Kouriles forment 12,2 % de la superficie de la région, le restant étant presque exclusivement l'île de Sakhaline. Elle est séparée de l'île nippone d'Hokkaidō par le détroit de La Pérouse.

### Climat
Le climat de la région est fortement influencé par les masses d'air venues d'Asie et de l'océan Pacifique, avec un climat de mousson modéré. En raison de son étendue du nord au sud, de son relief et des courants, les climats sont différents selon l'endroit. La température moyenne en janvier varie de −19,7 à −22,3 °C. La zone avec les plus grandes variations de température est la partie centrale de la plaine du Tym-et-Poronaï, avec un minimal absolu de −50 °C et un maximal absolu de +35 °C. La période avec des températures négatives varie de 140 à 200 jours. Les zones froides du nord de Sakhaline et des Kouriles se trouvent dans la région du nord.
Les précipitations annuelles moyennes varient de 500 à 1 000 mm. La région a une forte couverture nuageuse, ce qui réduit la durée d'ensoleillement. Elle varie de 1 722 heures au nord de l'île de Sakhaline, le minimum, à 1 918 heures, le maximum, dans le sud de l'île de Sakhaline. Les îles Kouriles ont une durée d'ensoleillement variant de 1 000 à 1 600 heures annuellement.

## Urbanisme

### Voies de communication

#### Infrastructures routières

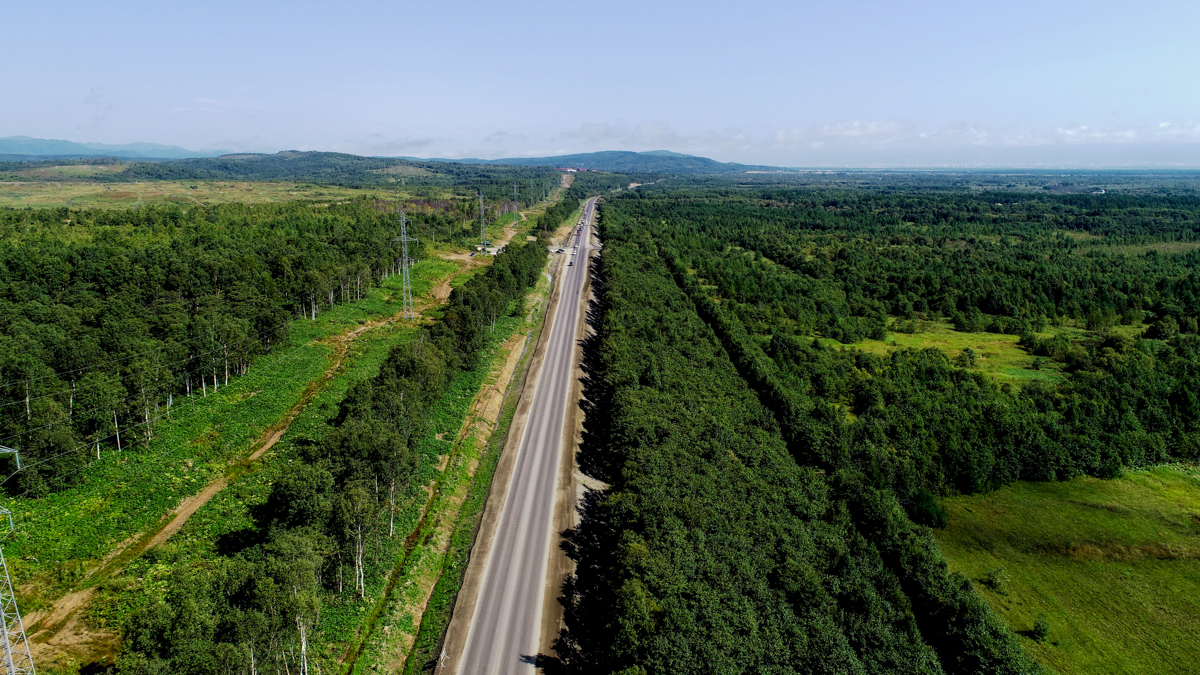
Route fédérale A392 dans le raïon d'Aniva.

Fin 2022, selon Rosstat, la longueur totale des voies publiques dans l'oblast de Sakhaline de 4 900,3 km, dont 939,4 km de routes d'importance fédérales, 927,8 km de routes d'importance régionale et 3 033,1 km de routes d'importance locale. La longueur des routes à revêtement dur est de 2 873,6 km (58,6 % du total), tandis que la densité des voies publiques est de 33 km / 10 000 km2 dans l'oblast.
L'oblast est desservi par deux routes fédérales, avec d'une part la route fédérale A391 de Ioujno-Sakhalinsk à Korsakov et d'autre part la route fédérale A392 de Ioujno-Sakhalinsk à Kholmsk. Outre ces routes, l'île de Sakhaline est traversée par un réseau de routes régionales. La principale route régionale est celle de Ioujno-Sakhalinsk à Okha, qui relie les localités de l'île sur toute la longueur du nord au sud de l'île. Quant aux îles Kouriles, le réseau est fragmenté, réparti entre chaque île.

#### Voies ferrées
Fin 2022, selon Rosstat, l'oblast de Sakhaline possède 835,2 km de voies ferrées, et la densité du réseau ferré est de 96 km/ 10 000km2, ce qui est presque deux fois supérieur à la moyenne russe. Le réseau ferroviaire dessert les principales villes de l'île de Sakhaline. Les marchandises transportées dans l'oblast se sont élevées en moyenne à 1,1 million de tonnes/an pour la période 2014-2018. En 2018 le nombre de passagers était de 636 000 passagers.

#### Transport aérien
Les infrastructures de transport aérien dans l'oblast sont représentées par 6 aéroports et aérodromes. Les aéroports sont ceux de Ioujno-Sakhalinsk-Khomoutovo, d'Itouroup-Iasny, de Nogliki, de Chakhtersk, de Ioujno-Kourilsk-Mendeleïevo et d'Okha. Par ailleurs, il y a 44 sites d'atterrissage situés dans l'oblast. En 2019, le volume du trafic de passagers s'élevait à 1,1 million de personnes.

#### Transport maritime

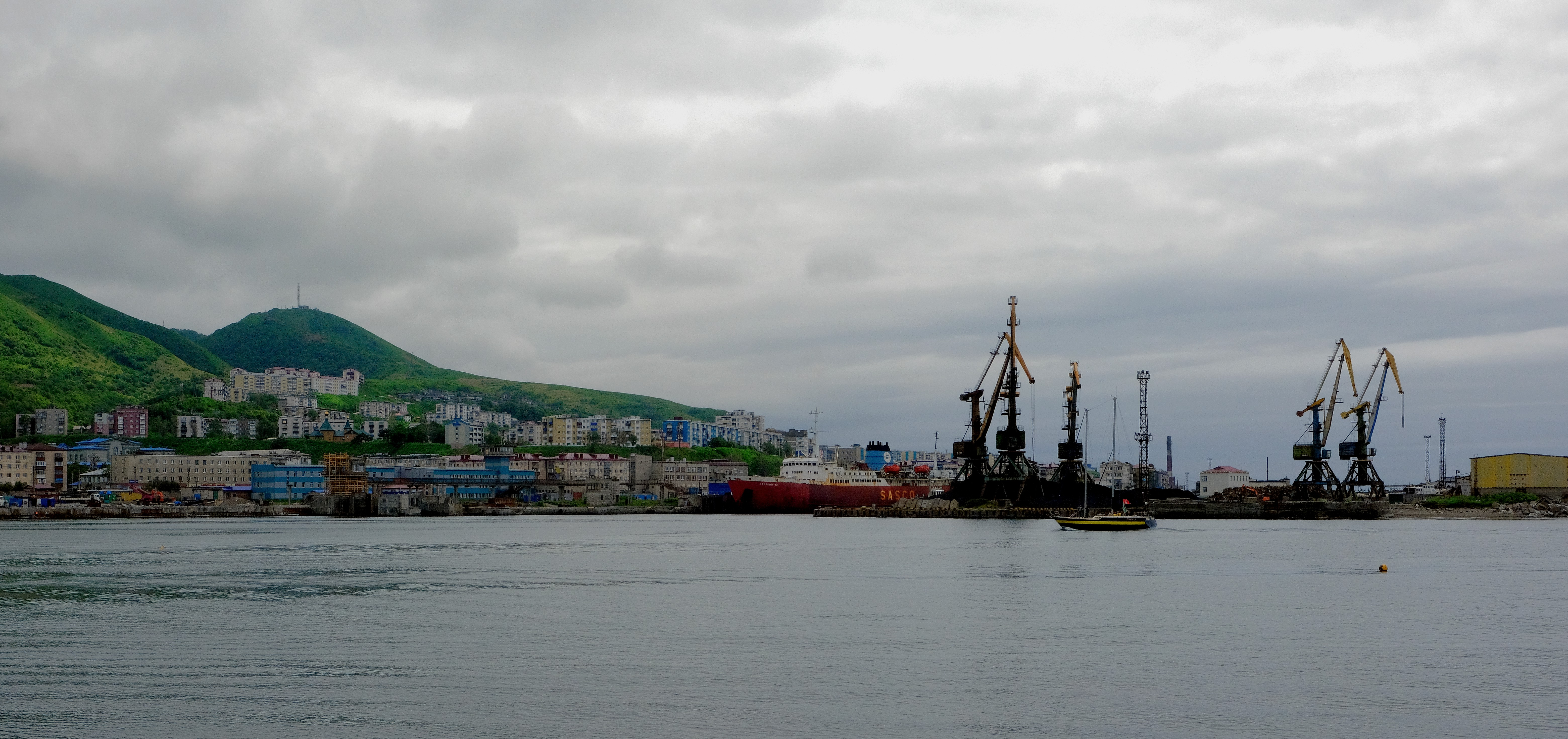
Kholmsk et son port.

L'oblast de Sakhaline possède huit ports sur son territoire, avec ceux de Korsakov, de Nevelsk, de Kholmsk, de Chakhtersk, de Prigorodnoïe, de Moskalvo, de Poronaïsk et d'Aleksandrovsk-Sakhalinski. Le principal port et le plus grand est celui de Korsakov, libre de glace toute l'année. Il est spécialisé dans la manutention de conteneurs, le transbordement de produits pétroliers, de marchandises diverses, de voitures, de ferraille. Par ailleurs, il est desservi par des ferries vers les îles Kouriles.
Les ports de la côte ouest (Nevelsk et Chakhtersk) sont spécialisés dans le transbordement de charbon. Celui de Moskalvo, au nord de l'île, est spécialisé dans les produits pétroliers, tout comme celui de Prigorodnoïe. Le port de Kholmsk est un des plus importants, assurant les connexions vers le continent. Le service de ferry qui fait aussi traversier-rail, relie Vanino (kraï de Khabarovsk) à Kholmsk. En 2019, le volume de marchandises dans les ports de l'oblast s'élevait à 31,4 millions de tonnes. Le volume de passager est très faible, avec en moyenne 21 200 passagers/an.

### Risques naturels
Le risque sismique et le risque de tsunamis sont élevés.

### Répartition des terres
L'occupation des sols de l'oblast au 1er janvier 2021 est la suivante: 
| Répartition                                  | 2021 (km2) | 2021 (%) |
| -------------------------------------------- | ---------- | -------- |
| Terres agricoles                             | 1 668      | 1,9      |
| Terres des localités                         | 867        | 1,0      |
| Terres d'industrie et autres fins spéciales  | 3 334      | 3,8      |
| Terres de territoires et des objets protégés | 1 248      | 1,5      |
| Terres du fonds forestier                    | 69 828     | 80,2     |
| Terres du fonds aquatiques                   | 468        | 11,1     |
| Terres de réserve                            | 9 688      | 0,5      |
| Total                                        | 87 101     | 100      |

## Histoire

### Antiquité et Moyen Âge
Le Shanhaijing rapporte la présence d'un royaume nommé Xuanguo au nord-est de la Chine, qui serait composé des terres des Giliaks et des Aïnous. Au milieu du premier millénaire, d'autres chroniques chinoises font état du pays de Lyuguy, probablement Sakhaline.
En 1263, les troupes mongoles atteignent l'embouchure de l'Amour, et soumettent alors les tribus Gilemi (autre nom des Giliaks) de la région du Bas Amour et du nord de Sakhaline. Plusieurs expéditions mongoles ont ensuite lieu sur l'île.

### DuXVIIeau milieu duXIXesiècle
La colonisation japonaise à Sakhaline remonte au moins à la période Edo. Ōtomari aurait été fondée en 1679, et les cartographes du clan Matsumae qui ont cartographié l'île, l'ont nommée « Kita- Ezo ». Pendant les dynasties Ming et Qing, la Chine considérait l'île comme faisant partie de son empire et incluait les peuples de Sakhaline dans son « système pour les peuples soumis ». Cependant, à aucun moment aucune tentative n’a été faite pour établir une présence militaire impériale sur l’île. Le Japon, préoccupé par l'expansion russe en Asie du Nord-Est, a proclamé unilatéralement sa souveraineté sur l'ensemble de l'île en 1845. Les colons russes ont cependant ignoré cette revendication (et celle similaire de la Chine) et, à partir des années 1850, ont ouvert des mines de charbon, des installations administratives, des écoles, des prisons et des églises dans l'île.
Les premiers Européens à explorer les eaux autour de l'île de Sakhaline furent Ivan Moskvitine et Maarten Gerritszoon de Vries vers le milieu du XVIIe siècle, avant que se succèdent Jean-François de La Pérouse en 1787 et Adam Johann von Krusenstern en 1805. Les premières cartes de Sakhaline reflètent l'incertitude de l'époque quant à savoir si la masse terrestre était ou non rattachée au continent asiatique. Le fait qu'il n'y ait aucun lien entre le continent et Sakhaline a été établi de manière concluante par Mamiya Rinzō, qui a exploré et cartographié Sakhaline en 1809 et définitivement enregistré par le navigateur russe Guennadi Nevelskoï en 1849.

### Du milieu duXIXesiècleà 1991

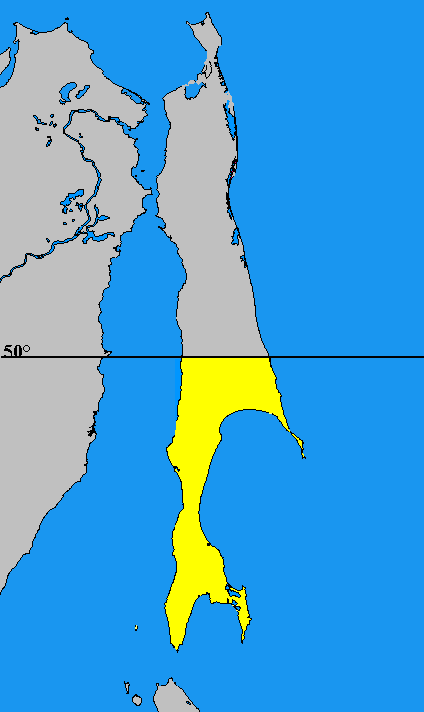
Préfecture de Karafuto en jaune, le gris est la zone russe.

En 1855, la Russie et le Japon ont signé le Traité de Shimoda, qui déclarait que les deux ressortissants pouvaient habiter l'île : les Russes au nord et les Japonais au sud, sans frontière claire entre eux. La Russie a également accepté de démanteler sa base militaire d'Ōtomari. Après la Seconde guerre de l'opium, la Russie a forcé les Qing à signer le Traité d'Aïgoun (1858) et la Convention de Pékin (1860), en vertu desquels la Chine a perdu tous les territoires au nord du Heilong Jiang et à l'est de l'Oussouri, y compris Sakhaline, au profit de la Russie. Une colonie pénitentiaire tsariste fut créée en 1857, mais la partie sud de l'île fut détenue par les Japonais jusqu'au traité de Saint-Pétersbourg de 1875, lorsqu'ils la cédèrent à la Russie en échange des îles Kouriles. Après la guerre russo-japonaise de 1904-1905, et l'invasion de Sakhaline, la Russie et le Japon ont signé le traité de Portsmouth de 1905, qui a abouti au passage de la partie sud de l'île en dessous du 50e parallèle nord au Japon ; les Russes conservèrent les trois cinquièmes restants de la zone. Le sud de Sakhaline était administré par le Japon sous le nom de préfecture de Karafuto, avec pour capitale Toyohara.
L'oblast de Sakhaline de l'Empire russe a été créé pour la première fois en 1909 à partir du département de Sakhaline de l'oblast de Primorié et occupait la partie nord de l'île de Sakhaline. De 1920 à 1922, il faisait partie de la république d'Extrême-Orient pendant la guerre civile russe. Ente 1925 et 1932 existait l'okroug de Sakhaline en tant qu'unité administrative du kraï d'Extrême-Orient. En 1932, l'oblast de Sakhaline a été créé au sein des kraïs d'Extrême-Orient (1932-1938) et de Khabarovsk (1938-1947). Le 2 janvier 1947, elle fut fusionnée avec la région du sud de Sakhaline et devint un sujet indépendant de la RSFSR.
En août 1945, pendant la Seconde Guerre mondiale, l'Union soviétique prend le contrôle de l'ensemble des îles Sakhaline et Kouriles lors de l'invasion des îles Kouriles et de l'invasion soviétique de Sakhaline. En parallèle eut lieu l'évacuation japonaise de Karafuto et des îles Kouriles.
Aleksandrovsk-Sakhalinski fut la capitale administrative de l'oblast de 1932 à 1947. Les quatre îles les plus méridionales des Kouriles sont revendiquées par le Japon. Par décret du Présidium du Soviet suprême de l'URSS du 8 juillet 1967, l'oblast de Sakhaline a reçu l'ordre de Lénine pour ses réalisations en matière de construction économique et culturelle.

### Depuis 1991
Le 28 mai 1995, s'est déroulé le séisme de Neftegorsk, d’une magnitude de 7,1 et d'une intensité Mercalli maximale de IX (violent). Il est le séisme connu le plus destructeur sur le territoire russe actuel, dévastant la ville pétrolière de Neftegorsk, où 2 040 de ses 3 977 habitants y ont laissé la vie et où 750 autres furent blessés.

## Politique et administration

### Résultats électoraux
| Scrutin                       | 1er tour | 1er tour | 1er tour | 1er tour | 1er tour | 1er tour | 1er tour | 1er tour | 1er tour | 1er tour | 1er tour                  | 1er tour | 2d tour                  | 2d tour                  | 2d tour                  | 2d tour                  | 2d tour                  | 2d tour                  | 2d tour                  | 2d tour                  |
| Scrutin                       | 1er      | 1er      | %        | 2e       | 2e       | %        | 3e       | 3e       | %        | 4e       | 4e                        | %        | 1er                      | %                        | 2e                       | %                        | 3e                       | %                        | 4e                       | %                        |
| ----------------------------- | -------- | -------- | -------- | -------- | -------- | -------- | -------- | -------- | -------- | -------- | ------------------------- | -------- | ------------------------ | ------------------------ | ------------------------ | ------------------------ | ------------------------ | ------------------------ | ------------------------ | ------------------------ |
| Présidentielle 2012           |          | ER       | 56.30    |          | KPRF     | 20.03    |          | SE       | 9.78     |          | LDPR                      | 8,77     | Victoire au premier tour | Victoire au premier tour | Victoire au premier tour | Victoire au premier tour | Victoire au premier tour | Victoire au premier tour | Victoire au premier tour | Victoire au premier tour |
| Gouvernorale 2015             |          | ER       | 67,80    |          | KPRF     | 20,27    |          | SRZP     | 4,48     |          | LDPR                      | 2,61     | Victoire au premier tour | Victoire au premier tour | Victoire au premier tour | Victoire au premier tour | Victoire au premier tour | Victoire au premier tour | Victoire au premier tour | Victoire au premier tour |
| Législatives 2016,            |          | ER       | 45.44    |          | LDPR     | 20.03    |          | KPRF     | 15.44    |          | SRZP                      | 3,40     | Tour unique              | Tour unique              | Tour unique              | Tour unique              | Tour unique              | Tour unique              | Tour unique              | Tour unique              |
| Législatives régionales 2017  |          | ER       | 44,64    |          | KPRF     | 16,50    |          | LDPR     | 13,02    |          | Pour les femmes de Russie | 4,82     | Tour unique              | Tour unique              | Tour unique              | Tour unique              | Tour unique              | Tour unique              | Tour unique              | Tour unique              |
| Présidentielle 2018           |          | ER       | 66.92    |          | KPRF     | 17.99    |          | LDPR     | 8.76     |          | GRANI                     | 1,69     | Victoire au premier tour | Victoire au premier tour | Victoire au premier tour | Victoire au premier tour | Victoire au premier tour | Victoire au premier tour | Victoire au premier tour | Victoire au premier tour |
| Gouvernorale 2019             |          | SE       | 56,14    |          | KPRF     | 24,21    |          | LDPR     | 7,64     |          | KPKR                      | 5,91     | Victoire au premier tour | Victoire au premier tour | Victoire au premier tour | Victoire au premier tour | Victoire au premier tour | Victoire au premier tour | Victoire au premier tour | Victoire au premier tour |
| Législatives 2021             |          | ER       | 35,73    |          | KPRF     | 28.63    |          | NL       | 9.07     |          | LDPR                      | 8,89     | Tour unique              | Tour unique              | Tour unique              | Tour unique              | Tour unique              | Tour unique              | Tour unique              | Tour unique              |
| Législatives régionales 2022, |          | ER       | 47.20    |          | KPRF     | 14.25    |          | LDPR     | 9.19     |          | NL                        | 8.89     | Victoire au premier tour | Victoire au premier tour | Victoire au premier tour | Victoire au premier tour | Victoire au premier tour | Victoire au premier tour | Victoire au premier tour | Victoire au premier tour |
| Présidentielle 2024           |          | ER       | 86.37    |          | KPRF     | 4.61     |          | NL       | 3.85     |          | LDPR                      | 3,25     | Victoire au premier tour | Victoire au premier tour | Victoire au premier tour | Victoire au premier tour | Victoire au premier tour | Victoire au premier tour | Victoire au premier tour | Victoire au premier tour |

### Divisions administratives

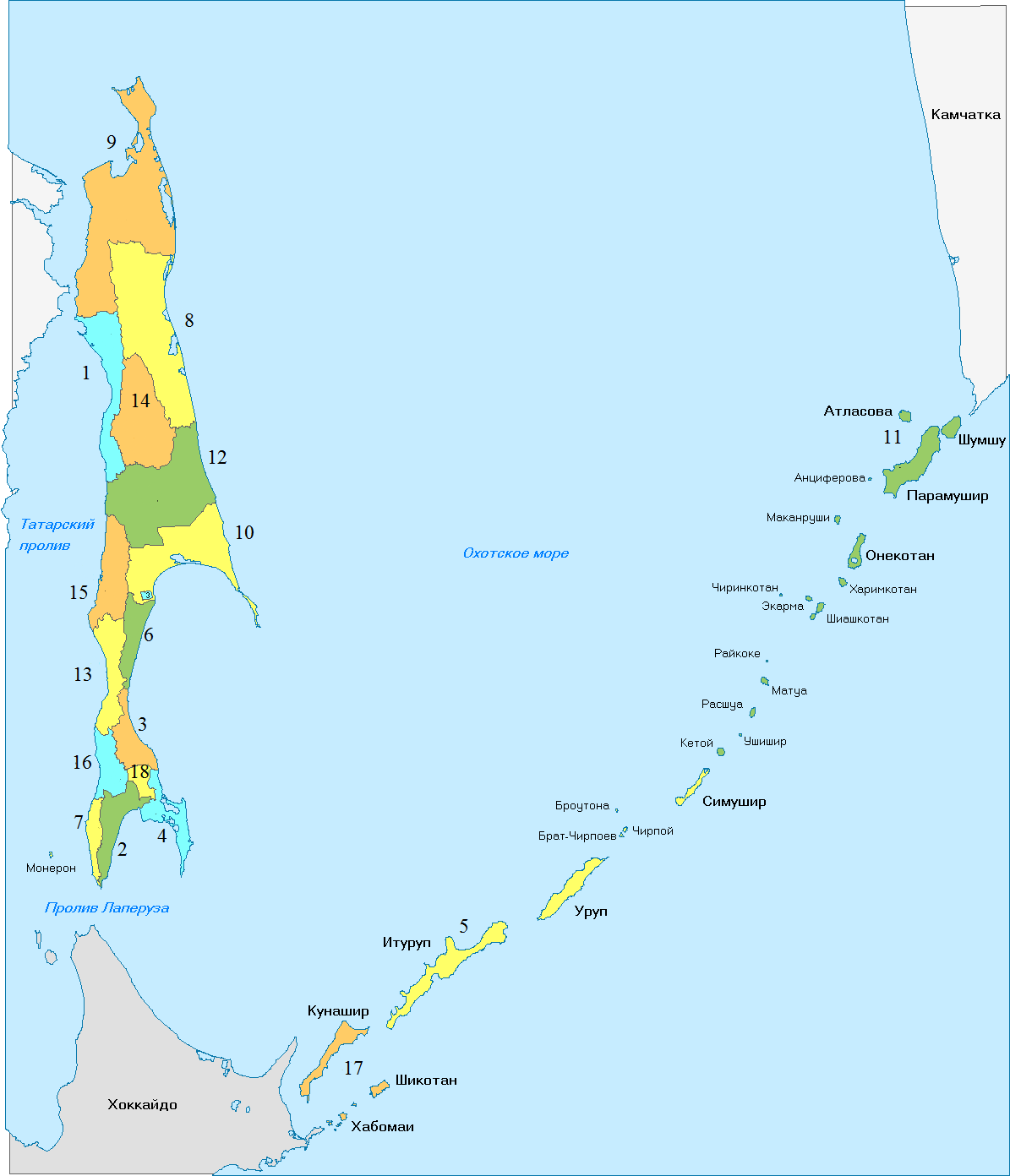
Carte des subdivisions de l'oblast de Sakhaline.

L'oblast de Sakhaline est divisé administrativement en 17 raïons et en une ville d'importance régionale. Il y a aussi une ville d'importance de district (ru), Ouglegorsk ; une commune urbaine (Vakhrouchev) ainsi qu'un okroug rural (ru) (Bochnyakovko), compris dans le raïon d'Ouglegorsk.
| N°                            | Subdivision                      | Nom russe                 | Centre administratif    | Superficie (km²) | Population (2021) |
| Raïons                        | Raïons                           | Raïons                    | Raïons                  | Raïons           | Raïons            |
| ----------------------------- | -------------------------------- | ------------------------- | ----------------------- | ---------------- | ----------------- |
| 1                             | Raïon d'Alexandrovsk-Sakhalinski | Александровск-Сахалинский | Alexandrovsk-Sakhalinsk | 4777,4           | 10 221            |
| 2                             | Raïon d'Aniva                    | Анивский                  | Aniva                   | 2684,8           | 20 299            |
| 3                             | Raïon de Dolinsk                 | Долинский                 | Dolinsk                 | 2441,6           | 22 378            |
| 4                             | Raïon de Korsakov                | Корсаковский              | Korsakov                | 2623,58          | 40 278            |
| 5                             | Raïon de Kourilsk                | Курильский                | Kourilsk                | 5145,9           | 6 874             |
| 6                             | Raïon de Makarov                 | Макаровский               | Makarov                 | 2148,43          | 7 090             |
| 7                             | Raïon de Nevelsk                 | Невельский                | Nevelsk                 | 1445,40          | 15 296            |
| 8                             | Raïon de Nogliki                 | Ногликский                | Nogliki                 | 11294,80         | 12 222            |
| 9                             | Raïon d'Okha                     | Охинский                  | Okha                    | 14815,87         | 21 795            |
| 10                            | Raïon de Poronaïsk               | Поронайский               | Poronaïsk               | 7284,27          | 20 880            |
| 11                            | Raïon de Severo-Kourilsk         | Северо-Курильский         | Severo-Kourilsk         | 3501,23          | 2 374             |
| 12                            | Raïon de Smirnykh                | Смирныховский             | Smirnykh                | 10457,43         | 11 542            |
| 13                            | Raïon de Tomari                  | Томаринский               | Tomari                  | 3169,33          | 8332              |
| 14                            | Raïon de Tymovskoïe              | Тымовский                 | Tymovskoïe              | 6312,68          | 14 611            |
| 15                            | Raïon d'Ouglegorsk               | Углегорский               | Ouglegorsk              | 3965,55          | 18 253            |
| 16                            | Raïon de Kholmsk                 | Холмский                  | Kholmsk                 | 2279,04          | 33 955            |
| 17                            | Raïon de Ioujno-Kourilsk         | Южно-Курильский           | Ioujno-Kourilsk         | 1856,09          | 11 483            |
| Villes d'importance régionale |                                  |                           |                         |                  |                   |
| 18                            | Ville de Ioujno-Sakhalinsk       | Город Южно-Сахалинск      |                         | 905,021          | 188 489           |

### Principales villes
| Principales villes      | Principales villes |
| Nom                     | Population (2021)  |
| ----------------------- | ------------------ |
| Ioujno-Sakhalinsk       | 181 587            |
| Korsakov                | 33 950             |
| Kholmsk                 | 25 677             |
| Okha                    | 20 357             |
| Poronaïsk               | 16 026             |
| Dolinsk                 | 11 740             |
| Nogliki                 | 11 066             |
| Nevelsk                 | 10 608             |
| Aniva                   | 9 638              |
| Alexandrovsk-Sakhalinsk | 8 854              |

## Population et société

### Démographie
L'oblast de Sakhaline a connu son pic démographique en 1992, avec 719 000 personnes. Depuis, la population diminue en raison du flux migratoire négatif. Ce n'est que depuis 2010 que les flux migratoires se sont stabilisés. Au 1er janvier 2023, la population s'élève à 460 535 personnes, dont 80 000 personnes en milieu rural. La densité de population de l'oblast est de 5,3 hab./km2.
Recensements (*) ou estimations de la population,,,:
| 1897*  | 1924   | 1926*  | 1939*  | 1941    | 1942   | 1943   | 1944   | 1945   | 1946   |
| ------ | ------ | ------ | ------ | ------- | ------ | ------ | ------ | ------ | ------ |
| 28 113 | 14 500 | 12 000 | 99 925 | 110 900 | 99 800 | 91 400 | 88 400 | 90 700 | 94 100 |

| 1950    | 1951    | 1959*   | 1961    | 1970*   | 1971    | 1975    | 1979*   | 1981    | 1983    |
| ------- | ------- | ------- | ------- | ------- | ------- | ------- | ------- | ------- | ------- |
| 459 000 | 535 000 | 649 405 | 625 000 | 615 652 | 618 000 | 639 000 | 654 915 | 669 000 | 679 000 |

| 1985    | 1986    | 1987    | 1989*   | 1990    | 1992    | 1994    | 1996    | 1998    | 2000    |
| ------- | ------- | ------- | ------- | ------- | ------- | ------- | ------- | ------- | ------- |
| 689 000 | 700 000 | 709 000 | 709 629 | 713 000 | 719 000 | 699 000 | 648 000 | 620 000 | 598 000 |

| 2001    | 2002*   | 2003    | 2005    | 2006    | 2007    | 2008    | 2010*   | 2011    | 2012    |
| ------- | ------- | ------- | ------- | ------- | ------- | ------- | ------- | ------- | ------- |
| 590 600 | 546 695 | 546 700 | 532 400 | 526 200 | 521 200 | 518 500 | 497 973 | 498 000 | 495 402 |

| 2013    | 2014    | 2015    | 2016    | 2017    | 2018    | 2019    | 2020    | 2021*   | 2022    |
| ------- | ------- | ------- | ------- | ------- | ------- | ------- | ------- | ------- | ------- |
| 493 302 | 491 027 | 488 391 | 487 293 | 487 344 | 490 181 | 489 638 | 488 257 | 466 609 | 466 009 |

| Année | Fécondité | Fécondité urbaine | Fécondité rurale |
| ----- | --------- | ----------------- | ---------------- |
| 1990  | 2,00      | 1,94              | 2,47             |
| 1991  | 1,74      | 1,69              | 2,16             |
| 1992  | 1,50      | 1,44              | 1,98             |
| 1993  | 1,28      | 1,22              | 1,67             |
| 1994  | 1,31      | 1,25              | 1,69             |
| 1995  | 1,25      | 1,22              | 1,46             |
| 1996  | 1,25      | 1,23              | 1,37             |
| 1997  | 1,16      | 1,14              | 1,27             |
| 1998  | 1,23      | 1,24              | 1,16             |
| 1999  | 1,13      | 1,16              | 0,91             |
| 2000  | 1,21      | 1,22              | 1,12             |
| 2001  | 1,24      | 1,25              | 1,19             |
| 2002  | 1,32      | 1,32              | 1,25             |
| 2003  | 1,39      | 1,36              | 1,64             |
| 2004  | 1,45      | 1,50              | 1,18             |
| 2005  | 1,43      | 1,34              | 1,77             |
| 2006  | 1,40      | 1,31              | 1,80             |
| 2007  | 1,48      | 1,38              | 1,93             |
| 2008  | 1,57      | 1,48              | 1,97             |
| 2009  | 1,56      | 1,47              | 2,00             |
| 2010  | 1,56      | 1,48              | 1,93             |
| 2011  | 1,57      | 1,47              | 2,06             |
| 2012  | 1,71      | 1,61              | 2,32             |
| 2013  | 1,81      | 1,66              | 2,73             |
| 2014  | 1,96      | 1,83              | 2,85             |
| 2015  | 2,02      | 1,96              | 2,44             |
| 2016  | 2,16      | 2,10              | 2,53             |
| 2017  | 2,03      | 1,98              | 2,35             |

### Agglomérations

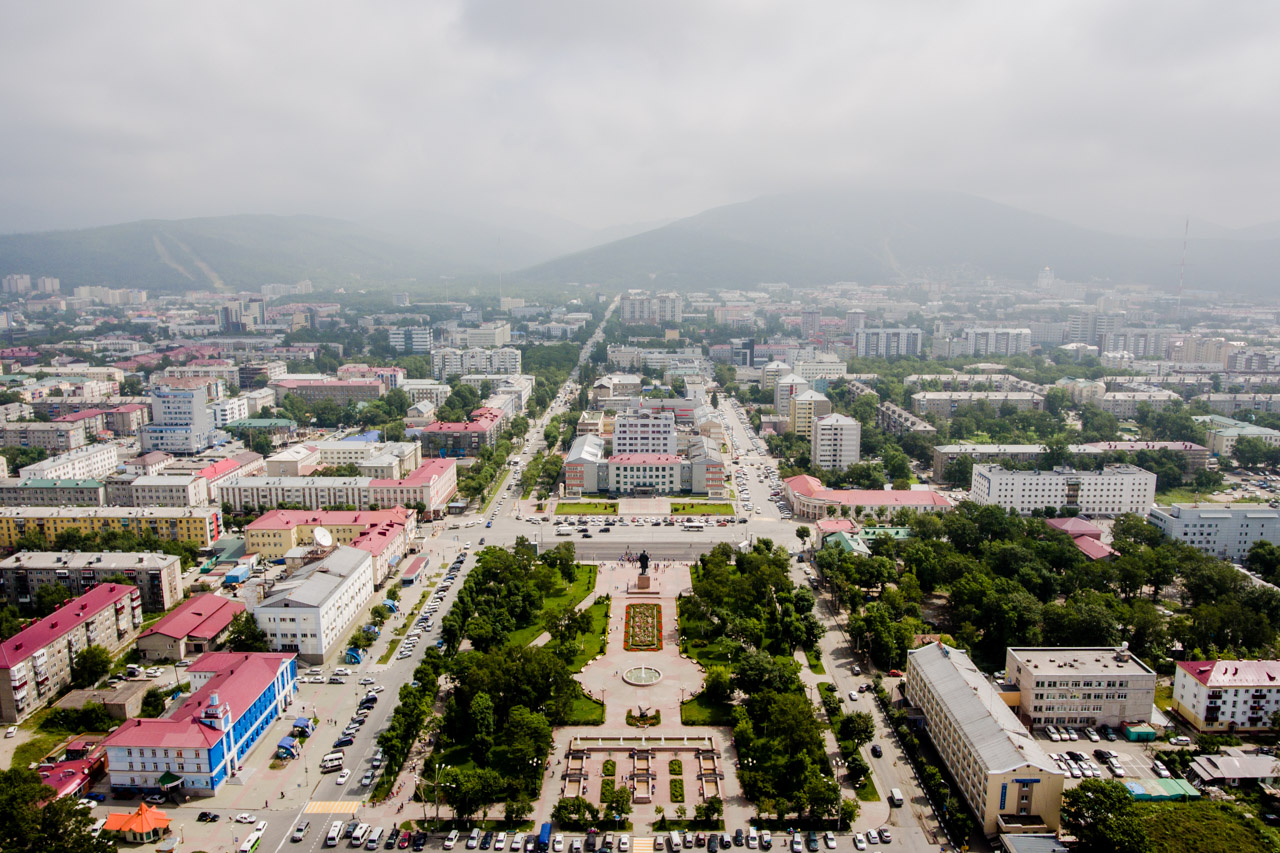
Ioujno-Sakhalinsk, principale ville de l'oblast.

La majeure partie de la population vit dans le sud de l'île de Sakhaline, tandis que le nord possède une faible densité de peuplement. Plus de la moitié de la population est concentrée dans l'agglomération de Ioujno-Sakhalinsk, avec 272 000 habitants en 2020. Elle comprend les villes satellites de Korsakov et de Dolinsk ainsi que des territoires adjacents, et sa croissance démographique est de 6,4 % par rapport à 2010. Dans Ioujno-Sakhalinsk même, vivent 200 000 personnes. La deuxième agglomération importante est celle de Kholmsk, de 50 800 habitants, avec une croissance démographique de −14,7 % par rapport à 2010.
La troisième agglomération du territoire est celle autour de Poronaïsk, dans le centre de l'oblast, de 21 600 habitants, avec une croissance démographique de −0,4 % par rapport à 2010. La quatrième est celle d'Okha, dans l'extrême-nord du territoire, avec 21 800 habitants, soit une diminution démographique de −15,6 % par rapport à 2010. Enfin, l'agglomération d'Ouglegorsk, dans le centre du territoire, est de 17 100 personnes, avec une chute démographique de −24 % par rapport à 2010. Il existe quelques autres centres de peuplement, comme Nogliki, Aleksandrovsk-Sakhalinski et Tymovskoïe.

### Projections démographiques
Selon Rosstat, la population de l'oblast de Sakhaline devrait continuer de diminuer les 15 prochaines années.
| Année | Population (au 1er janvier) - Projection de référence |
| ----- | ----------------------------------------------------- |
| 2022  | 486 100 habitants                                     |
| 2025  | 482 200 habitants                                     |
| 2030  | 475 100 habitants                                     |
| 2035  | 470 700 habitants                                     |
| 2036  | 470 300 habitants                                     |

## Environnement

### Faune et flore
En 2022, plus de 200 espèces végétales et 547 espèces animales ont été recensées sur le territoire de l'oblast. La superficie totale des terres sur lesquelles se trouvent des forêts est en 2022 de 7 381,8 mille hectares.

### Aires protégées
Fin 2022, la superficie des aires protégées d'importance régionale s'élève à 685 682,7 hectares, tandis que la superficie des aires protégées d'importance fédérale s'élève à 190 500 hectares. Parmi les aires protégées se trouvent la réserve naturelle de Poronaïsk et la réserve naturelle de Kourilski.

### Pollution
Le volume total des émissions de polluants atmosphériques en 2022 s'élevait à 89 100 tonnes, soit une augmentation de 14,8 % par rapport à 2021. Les émissions du transport routier se sont élevées à 14,4 milliers de tonnes, soit 3,4 % de moins par rapport à 2021 et 4,5 fois moins par rapport au niveau de 2013. Les émissions des sources fixes se sont élevées à 74,1 milliers de tonnes, augmentant de 19,3 % par rapport aux indicateurs de 2021, mais diminuant de 3,5 % par rapport à 2013.

## Économie
En 2021, le produit intérieur brut de l'oblast s'élevait à 1 234,4 milliards de roubles, soit le 22e des 85 sujets russes, compris entre l'oblast d'Omsk au-dessus et l'oblast de Saratov en-dessous. Le PIB par habitant était lui de 2 545,6 milliers de roubles,.

### Agriculture
La superficie ensemencée est la suivante :
| Superficies ensemencées : | Superficies ensemencées : | Superficies ensemencées : | Superficies ensemencées : | Superficies ensemencées : | Superficies ensemencées : |
| année                     | 1959                      | 1990                      | 2000                      | 2005                      | 2015                      |
| ------------------------- | ------------------------- | ------------------------- | ------------------------- | ------------------------- | ------------------------- |
| Mille ha                  | 34                        | 50                        | 36,7                      | 23,9                      | 26,5                      |

### Industries
Les principales industries de l'oblast de Sakhaline sont l'industrie pétrolière, l'industrie gazière, l'industrie du charbon, l'industrie de la pêche et plus généralement le secteur de l'énergie. La position dominante dans l'économie de l'oblast est occupée par les secteurs pétrolier et gazier, qui représentent à eux deux environ 83 % de la production industrielle totale de l'oblast. L'industrie de l'énergie électrique de l'oblast de Sakhaline est le secteur fondamental de l'économie. Il permet un développement socio-économique élevé malgré les conditions d'isolement géographique de la région insulaire.
L'oblast de Sakhaline possède un système énergétique qui fonctionne indépendamment du système électrique unifié de Russie. Le réseau de l'oblast est divisé en districts énergétiques autonomes distincts dans l'oblast : le réseau énergétique du centre, celui du nord et des réseaux isolés sur les territoires des îles Kouriles et des localités éloignées de plusieurs des communes de l'île de Sakhaline. L'île de Sakhaline recense 70 gisements de charbon et les réserves de charbon du bassin de Sakhaline s'élèvent à environ 2,5 milliards de tonnes; les ressources prévues, déterminées sur la base d'un ensemble de conditions géologiques, s'élèvent à 14,1 milliards de tonnes.

## Culture locale et patrimoine
L'oblast de Sakhaline compte 158 objets patrimoniaux culturels. Ils se répartissent entre 42 objets d'importance fédérale et 116 objets d'importance régionale. D'un point de vue des natures des objets, il y a 73 monuments historiques, 39 monuments archéologiques, 24 lieux d'intérêts, 18 monuments d'art et 4 monuments d'architecture et d'urbanisme. La subdivision en détenant le plus est l'okroug urbain de Korsakov avec 20 objets, soit 12,58 % du total.

Sites classés (sélection) :
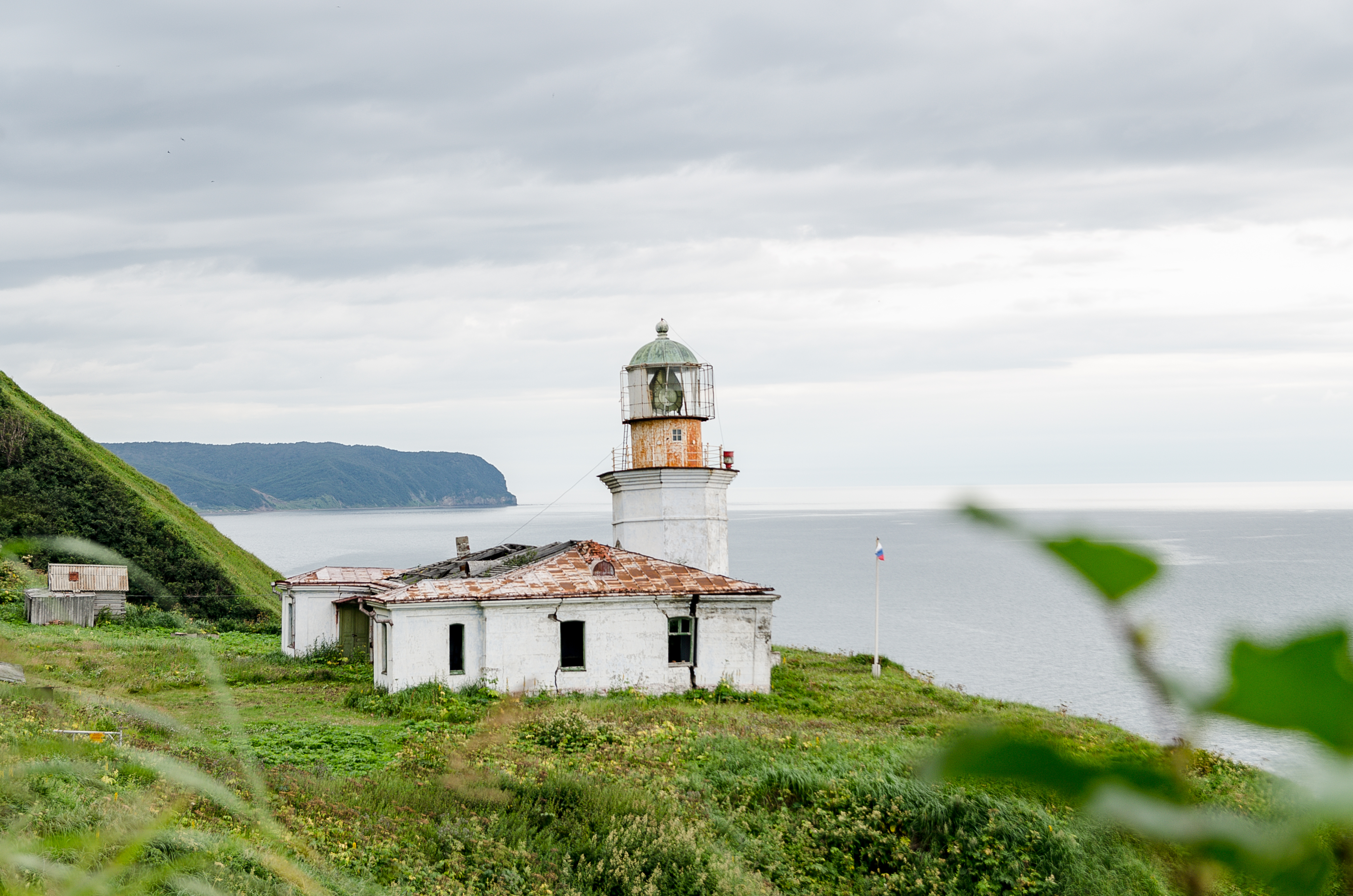
Phare de Jonquière.
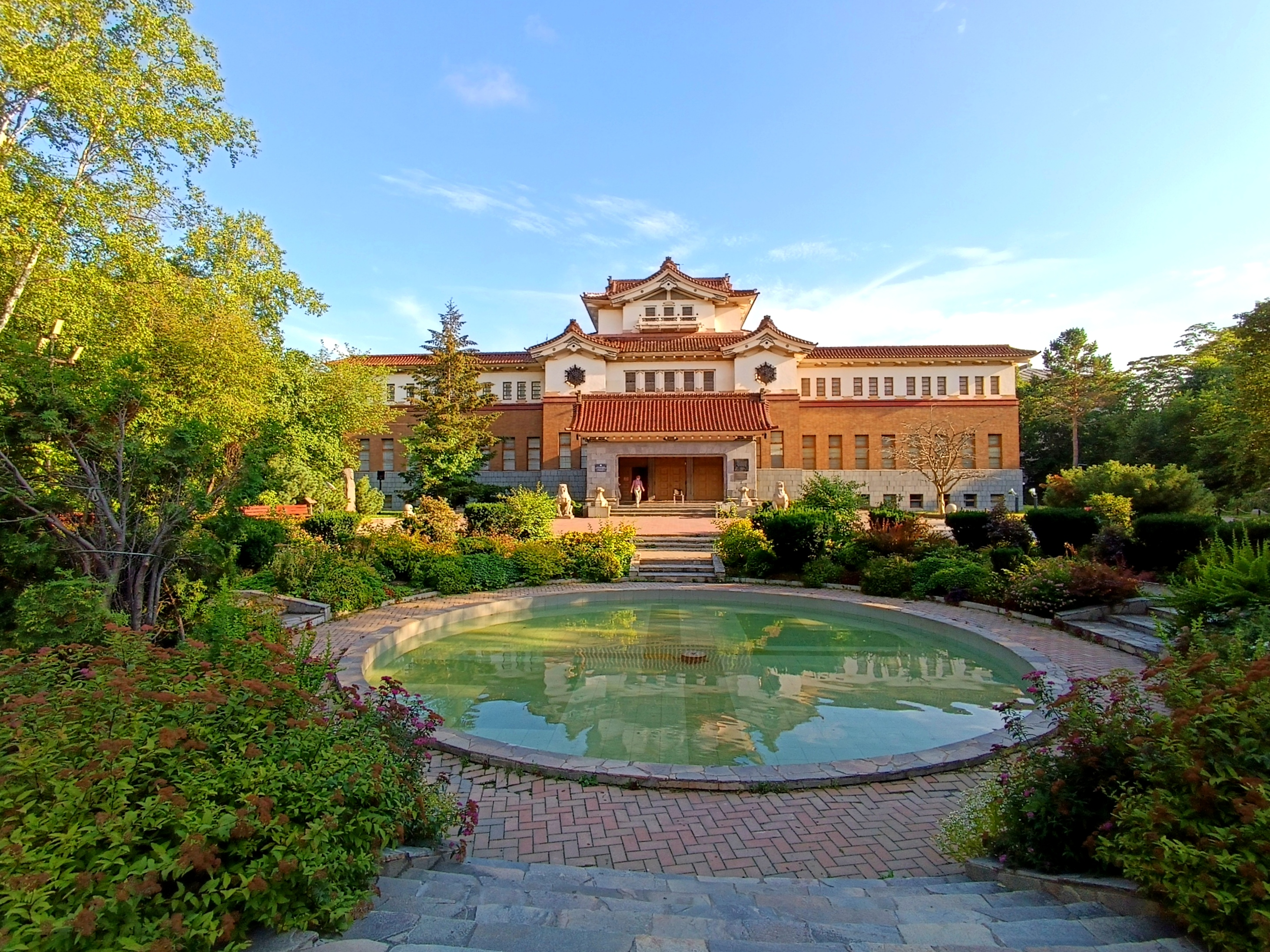
Musée régional de Sakhaline à Ioujno-Sakhalinsk.
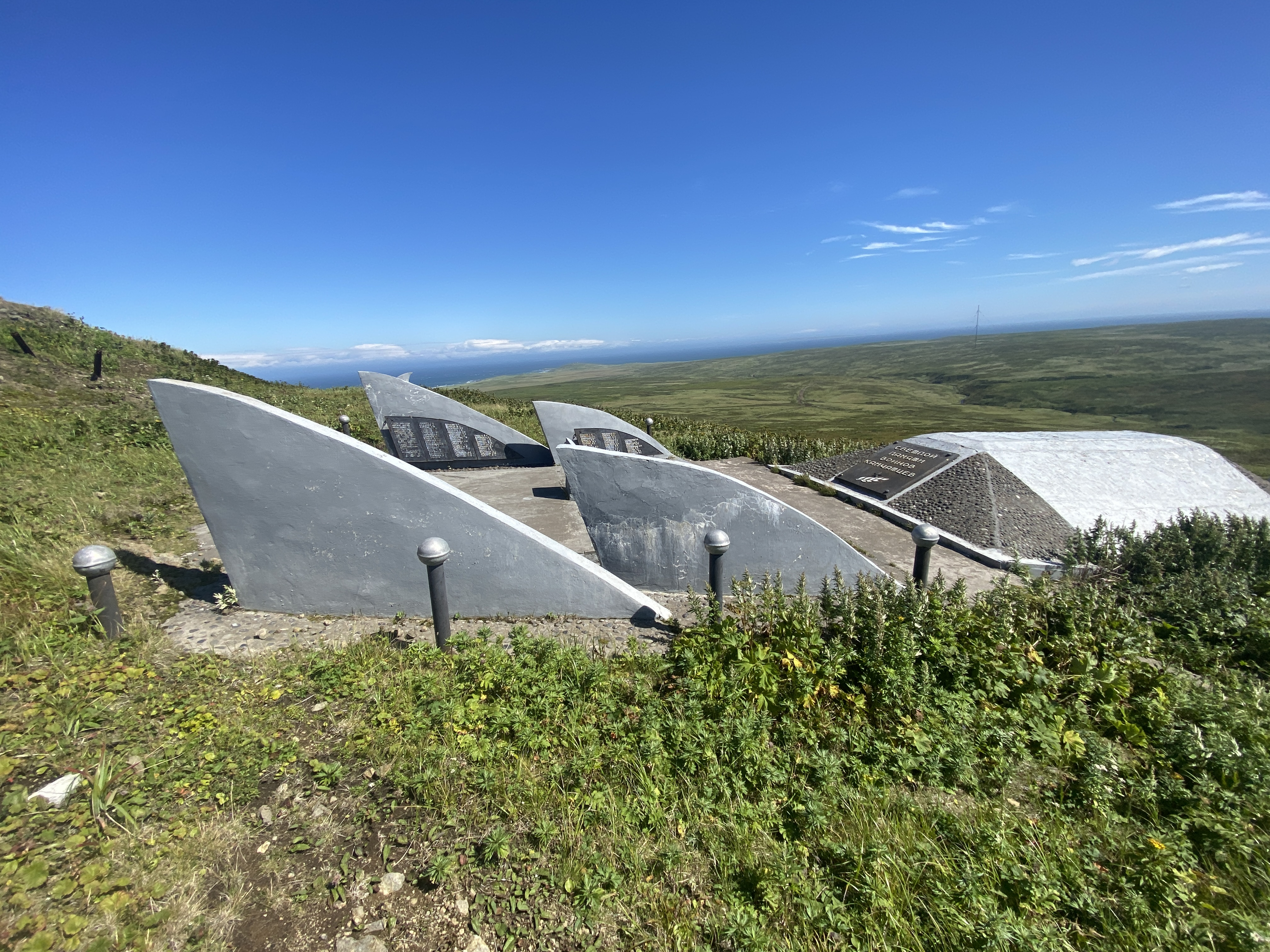
Mémorial Shumshu du mont Severnaïa.
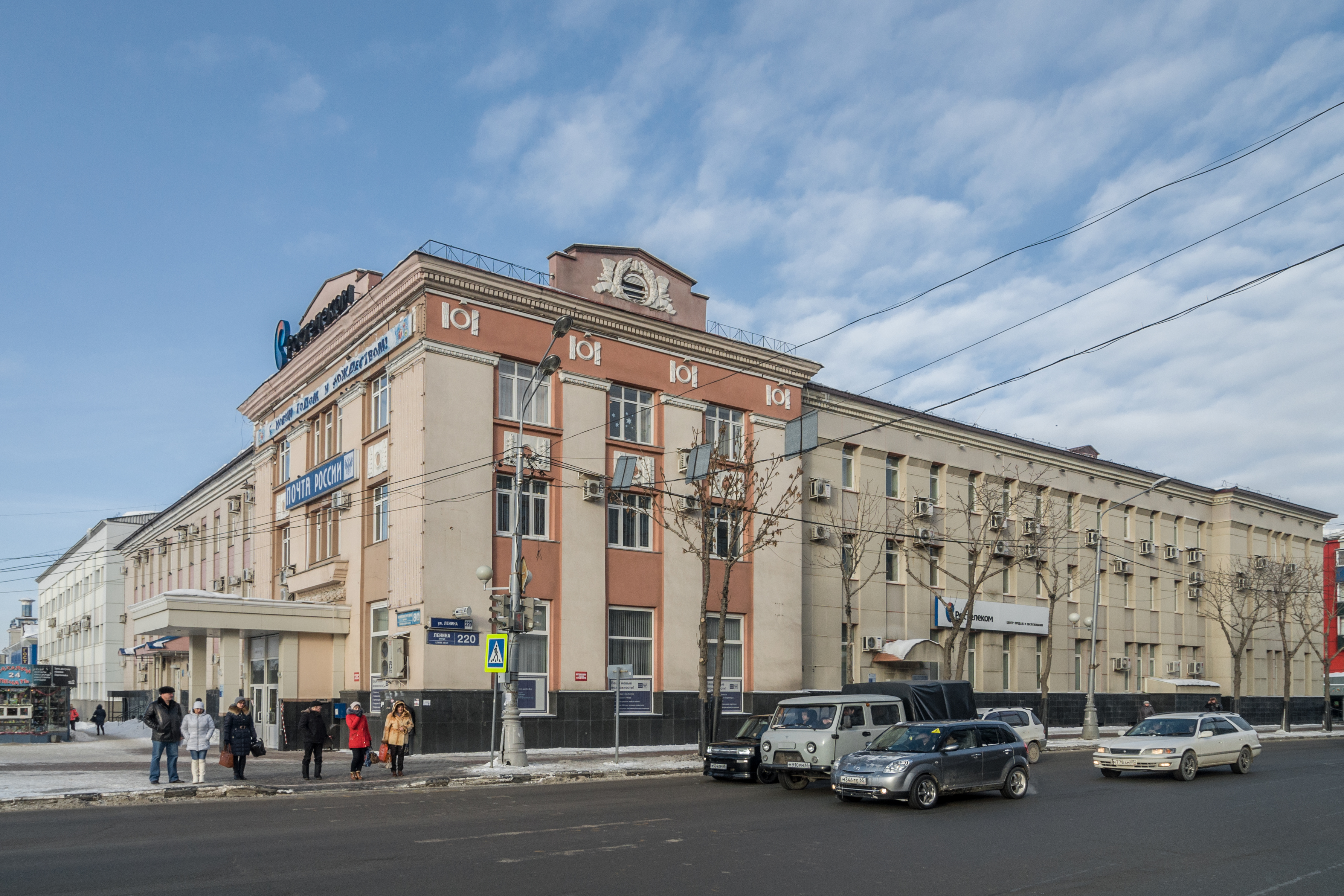
Bureau de poste de Ioujno-Sakhalinsk.